# Viktorija Koblenko
Viktorija Koblenko (ukr. Вікторія Кобленко, niz. Victoria Koblenko); (Vinnicja, 19. prosinca 1980.)  je nizozemska glumica, voditeljica i kolumnistica ukrajinskog porijekla. Posebno je poznata po pružanju potpore nekoliko velikih humanitarnih organizacija poput Amnesty Internationala i UNICEF-a. Aktivan je sudionik informiranja svjetske javnosti o posljedicama černobilske nesreće te adekvatnom zbirnjavanju djece oboljele od HIV-a, posebno u Ukrajini.

## Biografija
Viktorija Koblenko rođena je 19. prosinca 1980. u Vinnicji, u središnjoj Ukrajini. Zajedno s roditeljima je s 14 godina preselila u Nizozemsku gdje je u kratkom vremenu naučila nizozemski jezik te se školovala u klasičnoj gimnaziji. Danas uz ukrajinski i nizozemski, tečno govori ruski, engleski, njemački, francuski, a nešto slabije poznaje klasični grčki i latinski. S 18 godina počela je studirati političke znanosti na Sveučilištu Leiden. 
Iako nije imala namjeru postati glumica, njezino često pojavljivanje u honoriranim televizijskim promidžbenim programima, otvorilo joj je vrata prema glumačkoj karijeri. U početku su to bile televizijske serije, a zatim i ozbiljnije uloge u filmovima. Prvu zahtjevnu ulogu Viktorija je dobila u kolovozu 2005., u film »Dead End«. Danas iza sebe ima niz serijskih i filmskih uloga te je česti gost na nizozemskoj nacionalnoj televiziji.

## Filmografija
- "Sl8n8" kao Kristel Lodema (2006.)
- "The Paradise Suite"  kao Ana (2015.)

## Vanjske poveznice
- Viktorija Koblenko u internetskoj bazi filmova IMDb-u (engl.)
- Službena stranica